# لیگ برتر فوتسال افغانستان
لیگ برتر فوتسال  افغانستان  بالاترین سطح مسابقات باشگاهی فوتسال در کشور افغانستان  است. در حال حاضر این مسابقات با حضور ۱۰ تیم برگزار می‌شود.
تیم اول این مسابقات (قهرمان)، به قهرمانی فوتسال آسیا راه پیدا می‌کند.

## پیشینه
مسابقات لیگ سراسری فوتسال افغانستان در  سال  ۱۳۹۹   آغاز شد  تا سال  ۱۴۰۱  به علت  تحول افغانستان   توفق یافت و
بعد از سه  سال   شروع دوباره  خواهد داشت

## قهرمانان
| # | فصل       | قهرمان                             | نائب قهرمان                        |
| - | --------- | ---------------------------------- | ---------------------------------- |
|   | ۱۳۹۹-۱۴۰۰ | اتحاد افغانستان                    | تیم فوتسال صداقت کابل              |
|   | ۱۴۰۰-۱۴۰۱ | صداقت                              | تیم فوتسال اتحاد هرات              |
|   | ۱۴۰۱-۱۴۰۲ | توقف به علت تحولات سیاسی افغانستان | توقف به علت تحولات سیاسی افغانستان |
|   | ۱۴۰۲-۱۴۰۳ | توقف به علت تحولات سیاسی افغانستان | توقف به علت تحولات سیاسی افغانستان |
|   | ۱۴۰۳-۱۴۰۴ | تیم فوتسال پیروزی پنجشیر           | تیم فوتسال سعادت نیمروز            |